# Kim Chae-yeon
Kim Chae-yeon (in coreano 김채연?; Seul, 8 dicembre 2006) è una pattinatrice artistica su ghiaccio sudcoreana. Ha vinto il bronzo al Campionato mondiale, l'argento al Campionato dei Quattro continenti nel 2024 e l'oro nel 2025. Nella categoria junior ha vinto il bronzo alla Finale del Grand Prix nel 2022.

## Palmarès
GP: Grand Prix; CS: Challenger Series; JGP: Junior Grand Prix
| Internazionali                      | Internazionali | Internazionali | Internazionali | Internazionali | Internazionali | Internazionali | Internazionali |
| Evento                              | 2019–20        | 2020–21        | 2021–22        | 2022–23        | 2023–24        | 2024-25        |                |
| ----------------------------------- | -------------- | -------------- | -------------- | -------------- | -------------- | -------------- | -------------- |
| Campionati mondiali                 |                |                |                | 6°             | 3°             | 11°            |                |
| Campionati dei Quattro continenti   |                |                |                | 4°             | 2°             | 1°             |                |
| GP Cup of China                     |                |                |                |                |                | 3°             |                |
| GP della Finlandia                  |                |                |                |                | 4°             |                |                |
| GP Skate Canada                     |                |                |                |                | 2°             |                |                |
| GP Trophée Eric Bompard             |                |                |                |                |                | 4°             |                |
| CS Finlandia Trophy                 |                |                |                | 2°             |                |                |                |
| CS Lombardia Trophy                 |                |                |                |                | 3°             |                |                |
| CS Nepela Memorial                  |                |                |                |                | 1°             |                |                |
| Asian Winter Games                  |                |                |                |                |                | 1°             |                |
| Shangai Trophy                      |                |                |                |                |                | 1°             |                |
| Internazionali: Junior              |                |                |                |                |                |                |                |
| JGP Finale                          |                |                |                | 3°             |                |                |                |
| JGP Francia                         |                |                | 2°             |                |                |                |                |
| JGP Italia                          |                |                |                | 2°             |                |                |                |
| JGP Polonia                         |                |                |                | 3°             |                |                |                |
| JGP Slovacchia                      |                |                | 5°             |                |                |                |                |
| Nazionali                           |                |                |                |                |                |                |                |
| Campionati della Corea del Sud      | 4° J           | 9°             | 10°            | 4°             | 3°             | 1°             |                |
| Ranking Comp.                       | 5° J           | 8°             | 5°             | 2°             | 2°             | 1°             |                |
| R = Ritirata; Categoria: J = Junior |                |                |                |                |                |                |                |